# Liste der österreichischen Botschafter in Marokko
Die österreichische Botschaft befindet sich in der 2 Rue de Tiddas in Rabat.
Der österreichische Botschafter in Rabat ist regelmäßig auch bei der Regierung in Nouakchott akkreditiert.
| Ernannt / Akkreditiert | Name                                 | Bemerkungen                                                                                     | ernannt während der Regierung von | akkreditiert während der Regierung | Posten verlassen |  |
| ---------------------- | ------------------------------------ | ----------------------------------------------------------------------------------------------- | --------------------------------- | ---------------------------------- | ---------------- |  |
| 27. Nov. 1885          | Paul Reglia von Ohmučevič            | Gesandter                                                                                       | Franz Joseph I.                   | Mulai al-Hassan I.                 | 29. Jan. 1890    |  |
| 29. Jan. 1890          | Karl von Bolesławski                 | Gesandter                                                                                       | Franz Joseph I.                   | Mulai al-Hassan I.                 | 23. Juli 1896    |  |
| 23. Juli 1896          | Gilbert von Hohenwart                |                                                                                                 | Franz Joseph I.                   | Abd al-Aziz                        | 18. Juni 1901    |  |
| 18. Juni 1901          | Viktor Folliot de Crenneville-Poutet | (* 12. Juni 1847 in Korompa; † 28. September 1920 in Gmunden)                                   | Franz Joseph I.                   | Abd al-Aziz                        | 13. Juni 1904    |  |
| 25. Jan. 1907          | Leopold von Koziebrodzki             | [ 1 ]                                                                                           | Franz Joseph I.                   | Abd al-Aziz                        | 21. März 1909    |  |
| 21. März 1909          | Ludwig von Callenberg                | Ende der Beziehungen: Am 30. Dezember 1913 infolge Auflösung der k.u.k. Gesandtschaft in Tanger | Franz Joseph I.                   | Abd al-Aziz                        | 30. Dez. 1913    |  |
| 1962                   | Gerhard Gmoser                       | Geschäftsträger                                                                                 | Alfons Gorbach                    | Hassan II.                         | 1964             |  |
| 1964                   | August Tarter                        |                                                                                                 | Josef Klaus                       | Hassan II.                         | 1969             |  |
| 1969                   | Ernst Hessenberg                     |                                                                                                 | Josef Klaus                       | Hassan II.                         | 1972             |  |
| 1972                   | Johannes Willfort                    |                                                                                                 | Bruno Kreisky                     | Hassan II.                         | 1779             |  |
| 1977                   | Harald Vavrik                        |                                                                                                 | Bruno Kreisky                     | Hassan II.                         | 1981             |  |
| 1981                   | Emil Staffelmayr                     | (* 1933 in Linz), 1991–1996 Botschafter in Rom.                                                 | Bruno Kreisky                     | Hassan II.                         | 1985             |  |
| 1985                   | Robert Marschik                      |                                                                                                 | Fred Sinowatz                     | Hassan II.                         | 1991             |  |
| Mai 1991               | Paul Leifer                          |                                                                                                 | Franz Vranitzky                   | Hassan II.                         | Jan. 1995        |  |
| 1994                   | Tassilo Ogrinz                       |                                                                                                 | Franz Vranitzky                   | Hassan II.                         | 1998             |  |
| 1998                   | Michael Fitz                         |                                                                                                 | Viktor Klima                      | Hassan II.                         | 2002             |  |
| 2003                   | Gerhard Deiss                        |                                                                                                 | Wolfgang Schüssel                 | Mohammed VI.                       | 2007             |  |
| 2007                   | Georg Mautner-Markhof                |                                                                                                 | Alfred Gusenbauer                 | Mohammed VI.                       | 2011             |  |
| 2011                   | Wolfgang Angerholzer                 |                                                                                                 | Werner Faymann                    | Mohammed VI.                       | 8. März 2016     |  |
| 8. März 2016           | Anton Kozusnik                       | Von 2004 bis 2008 österreichischer Botschafter in Oslo.                                         | Christian Kern                    | Mohammed VI.                       | 2018             |  |
| 2018                   | Klaus Kögler                         |                                                                                                 | Sebastian Kurz                    | Mohammed VI.                       | Okt. 2022        |  |
| Okt. 2022              | Anna Jankovic                        | [ 2 ]                                                                                           | Karl Nehammer                     | Mohammed VI.                       |                  |  |